# به دونا
به دونا (کره‌ای: 배두나؛ زادهٔ ۱۱ اکتبر ۱۹۷۹) بازیگر و عکاس اهل کره جنوبی است. او در خارج از کره جنوبی به خاطر ایفای نقش در فیلم‌های همدردی با آقای انتقام (۲۰۰۲) به کارگردانی پارک چان-ووک، میزبان به کارگردانی بونگ جون-هو و مثل یک تیم شناخته می‌شود. او نقش‌های انگلیسی‌زبان در آثار واچوفسکی‌ها به نام اطلس ابر (۲۰۱۲)، صعود ژوپیتر (۲۰۱۵) و سنس۸ (۲۰۱۵–۲۰۱۸) داشته‌است. برای نقش‌های کره‌ای‌زبان، به خاطر ایفای نقش اصلی در مجموعه‌های پادشاهی، غریبه (۲۰۱۷–۲۰۲۰) و دریای خاموش شناخته می‌شود. او در فیلم‌های دلال (۲۰۲۲) و سوهی بعدی (۲۰۲۳) نیز ایفای نقش کرده‌است.